# Missão Barrio Adentro
Misión Barrio Adentro é um programa social promovido pelo presidente da República Bolivariana de Venezuela, Hugo Chávez com ajuda do governo de Cuba, que se caracteriza pela utilização de profissionais cubanos e venezuelanos, para oferecer serviços de saúde a população venezuelana nas zonas pobres do país, zonas inacessíveis e que geralmente são longe de hospitais.

## Classificação
A Missão "Barrio Adentro" foi subdividido pelo presidente Hugo Chávez  como os estágios que se desenvolveram as suas unidades de saúde. A primeira consistiu na abertura de centros de atenção médica na sua forma básica; a segunda etapa consiste na ampliação dos serviços médicos e diagnósticos com construção de 600 Centros Diagnósticos Integrais, 600 Salas de Reabilitação Integral e 35 Centros de Alta Tecnologia; a terceira etapa tem como objetivo o fortalecimento da rede de hospitais e a quarta etapa, iniciada no ano 2006 se iniciou com a inauguração de centros médicos especializados como o Hospital Cardiológico Infantil em Caracas. Seguidamente se listam os centros que conformam cada uma destas etapas:
Barrio Adentro I
- Consultórios Populares
- Pontos de consulta e clínicas odontológicas
- Ópticas Populares

Barrio Adentro II
- Centros Médicos de Diagnóstico Integral (CDI)
- Salas de Reabilitação Integral (SRI)
- Centros Médicos de Alta Tecnología (CAT)

Barrio Adentro III
- Clínicas Populares
- Hospitales

Barrio Adentro IV
- Centros de Investigación, como o Hospital Cardiológico Infantil.

## Objetivos
Modelo de gestão de saúde integral, orientado para conquista de uma melhor qualidade de vida das pessoas vulneráveis na Venezuela, através de um plano de saúde para a assistência médica integral das famílias.
A Missão Barrio Adentro é uma proposta que resgata a filosofia e os objetivos da Atenção Primaria de Saúde (APS) na Venezuela, criada como política de Estado, sob a administração do presidente Hugo Chávez, em resposta à necessidade de acesso a serviços de saúde.